# NISSANビジネスサポートトピックス
NISSANビジネスサポートトピックス （にっさんビジネスサポートトピックス）は、日産自動車単独提供のNRN系列で月 - 金曜に放送していた10分間のラジオ番組である。地域によっては朝ワイド番組の1コーナーとして内包していた。2007年3月までのSTVラジオの「オハヨー!ジャーナルタイム」→「日産オハヨー!ジャーナル」のように一部地域ではタイトルも異なった。ニッポン放送・土曜のみ「日産モーニングリクエスト」であったが土曜日は2006年3月に日産がスポンサーから撤退。
番組テーマ曲は、日産自動車のテーマソングである「世界の恋人」のインスト版。本番組からスポンサー表記が、従来の「日産」から、ローマ字の「NISSAN」になった。以前はCM枠が40秒あったが現タイトルになってからビジネスカー（商用車）のバージョンが20秒流れるだけで、乗用車系のCMは放送されなくなった。提供読みは「あなたのビジネスを強くする、ビジネスカーの日産自動車がお送りします（しました）」。

## 概要
関東地域のニッポン放送では月曜日から金曜日に「山谷親平のお早ようニッポン」「高嶋ひでたけのお早よう!中年探偵団」放送時は日産フラッシュジャーナルとして、「森永卓郎の朝はモリタク!もりだくSUN」「森永卓郎 朝はニッポン一番ノリ!」「森永卓郎と垣花正の朝はニッポン一番ノリ!」では2004年3月22日 - 2007年3月30日は日産ラジオナビ 痛快!森永総研・2007年4月2日 - 9月28日はNISSANビジネスサポート 痛快!森永総研として「上柳昌彦のお早うGoodDay!」に内包され、「NISSANビジネスサポート ザ・特集」のタイトルで放送されていたが、2008年3月28日で終了した。
各地方局においても同時期に終了したが、後述のとおり、多くの放送局では自主制作されていた番組であったため、2008年春の改編期においては、「タイトルとスポンサーは変更するが、番組内容は従来どおり」という形を取る局が多く見られた。

## 番組内容
- 山谷親平のお早ようニッポン時代は山谷によるコラムであった[1]。
- 各地方の「旬」の情報から「人」にまつわる出来事までのとりたて情報を網羅して届けることをコンセプトとし、ニッポン放送では「仕事での会話に困らない思わず人に話したくなるような話題」を、主にサラリーマン向けに放送していた。
- 各地方局では、ニッポン放送の番組をそのままネットするのではなく、同じコンセプトに基づきつつ、局ごとに番組が自主制作される企画ネット番組であった。その内容は、「各地域の著名人への電話インタビュー」「地方における時事問題に関する特集」「全国版のスポーツニュース」「ローカルスポーツニュース」ローカルニュース中心の「朝刊拾い読み」「週末のイベント等の情報」など、各局の独自性が強く押し出されるものであった。
- 自主制作を行わない局もあり、その場合、ニッポン放送制作の裏送り番組「日産ラジオナビ スポーツ最前線」が放送されていた。日産フラッシュジャーナル時代は「ロイ・ジェームスのミスタースポーツ」、ロイ逝去後は「ミスタースポーツ」に改題してスポーツ情報を届ける番組を流していた。

## OA局
2008年3月の番組終了時点
- 青森放送（8:45 - 8:55　今日も!あさぷり）
- IBC岩手放送（7:30 - 7:40　朝からRADIO）
- 東北放送（7:30 - 7:40　おはようワイド Goodモーニング）
- 秋田放送（7:28 - 7:38　あさ採りワイド秋田便）
- 山形放送（7:40 - 7:50　グッとモーニン!!）
- ラジオ福島（8:20 - 8:30　Morning×2）
- 新潟放送（7:20 - 7:30　モーニングカフェ）
- 信越放送（7:50 - 8:00　モーニングワイド ラジオJ）
- 北陸放送（7:45 - 7:55　今日もシャキっと!）
- 福井放送（8:25 - 8:35　げんき一番）
- 静岡放送（8:30 - 8:40　とれたてラジオ～One to one～）
- 岐阜放送（独立局、7:30 - 7:40　鈴江・神保のときめきぐっモーニング）
- KBS京都（笑福亭晃瓶のほっかほかラジオ）
- ラジオ大阪（7:40 - 7:50　むさし・ふみ子の朝はミラクル!）
- 和歌山放送（8:25 - 8:35　つれもてワイド 朝からつれもて）
- 山陽放送（7:30 - 7:40　石田好伸の通勤ラジオ絶好調!）
- 中国放送（8:32 - 8:40　寺内優のおはようラジオ）
- 四国放送（8:40 - 8:50　えんやこらワイド）
- 西日本放送（7:45 - 7:57　さわやかラジオ きょうも一日きし、快晴!）
- 南海放送（7:34 - 7:49　JOAF!らくさぶろうのモーニングおん!）
- 高知放送（7:30 - 7:40）
- KBCラジオ（7:35 - 7:50　中村もときの通勤ラジオ）
- 長崎放送（8:20 - 8:25　今日も朝からNBC!）
- 熊本放送（7:26 - 7:35　史郎と扶美の日刊・朝まる）
- 大分放送（7:25 - 7:35）
- 宮崎放送（7:00 - 7:10　MRTスーパーワイドバリッと朝）
- 南日本放送（7:42 - 7:51　むっちゃんのきょうも元気にChi・Ka・Raこぶ）

以下の放送局は、ニッポン放送の裏送り番組を放送している。いずれも2007年3月までは日産ラジオナビ スポーツ最前線を放送していた。ただし、山口放送・ラジオ沖縄は2006年3月までは土曜日のみ「日産ラジオナビ」を放送していた。パーソナリティは飯田浩司アナウンサー。こちらのOPは日産・キューブのCMで使用された絢香×コブクロのWINDING ROADのインスト版を流している。
- 山梨放送
- 北日本放送
- 山陰放送
- 山口放送
- ラジオ沖縄

## 過去のOA局
- ラジオ関西、月 - 金曜が「日産地球大好き」（「ま～るい地球と……谷五郎モーニング」時代）土曜が「日産サタデースポーツ」（「土曜バンバン!やってもいいかな?!」時代）に放送。2000年代に入る前にスポンサーを降板。
- ニッポン放送（平日7:45 - 7:57）
- STVラジオ（8:35 - 8:45　オハヨー!ほっかいどうに内包）
- 東海ラジオ（7:33 - 7:47　小島一宏 モーニングあいランド）